# Bodhchandra Singh
Bodhchandra Singh (Imphal, 1908 – Imphal, 1955) è stato un principe indiano.
È stato Maharaja di Manipur dal 1941 al 1949.

## Biografia
Figlio del maharaja Churachandra Singh, Bodhchandra Singh nacque a Imphal nel 1908. Si sposò diverse volte, ma la sua prima moglie fu la principessa Tharendra Kishori (Rajkumari Ram Priya Devi), morta nel 1942; questa era figlia del raja Pedda Khimedi di Bodo Khimedi.
Durante il suo regno, lo stato del Manipur venne assorbito dal governo indiano; egli cercò di dotarlo di una costituzione e di renderlo indipendente negli ultimissimi anni di vita nello stato, nel periodo cioè tra l'abbandono del governo britannico in India e l'istituzione della nuova repubblica, ma dovette infine cedere l'annessione dello stato.